# Mount Soond
Mount Soond är ett berg i Antarktis. Det ligger i Västantarktis. Inget land gör anspråk på området. Toppen på Mount Soond är 376 meter över havet. Soond ingår i Perry Range.
Terrängen runt Mount Soond är huvudsakligen platt, men norrut är den kuperad. Trakten är obefolkad. Det finns inga samhällen i närheten.